# Gattarayagadahalli, Bangarapet
Gattarayagadahalli là một làng thuộc tehsil Bangarapet, huyện Kolar, bang Karnataka, Ấn Độ.